# مؤمن محمد خویی

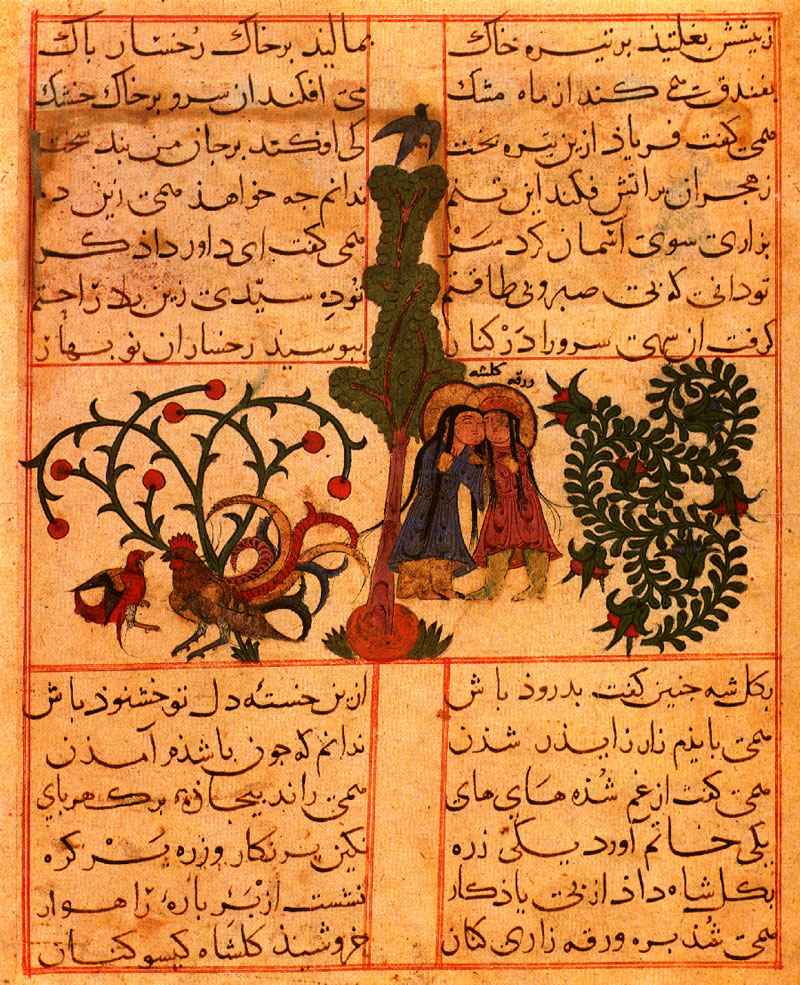
برگی از کتاب ورقه و گلشاه نوشته عیوقی

مؤمن محمد خویی نگارگری ایرانی در دوره سلجوقی است که در نیمه نخست سده هفتم هجری در آذربایجان فعالیت داشته‌است. احتمال می‌رود که وی نقاش و خطاط کتاب ورقه و گلشاه در مکتب سلجوقی باشد. شیوه و سبک اجرایی  مومن محمد خویی به دوره قبل از مغول برمی‌گردد و شباهت زیادی به نقاشی‌های دوره مانوی دارد.